# Jiskra Staré Město
Jiskra Staré Město je český fotbalový klub ze Starého Města, který byl založen v roce 1927 pod názvem SK Staré Město.
Největšími úspěchy klubu je účast ve dvou ročnících druhé ligy (1997/98: 4. místo, 1998/99: 3. místo) a čtvrtfinále Československého poháru v sezoně 1987/88. Od sezony 2014/15 je účastníkem I. B třídy Zlínského kraje – sk. C.

## Historie
Klub byl založen v roce 1927 jako SK Staré Město na staroměstské radnici. Od roku 1928 se klub účastnil Hanácké fotbalové župy. Kromě SK Staré Město ve městě působily další tři kluby Rudá hvězda, SK Viktoria a oddíl kopané místního Orla. Všechny kluby ovšem působily v nižších soutěžích. Během 2. Světové války všk došlo k jejich sloučení nejprve Orla a Rudé hvězdy do Viktorie a v roce 1942 i Viktorie do SK Staré Město.
Po roce 1949 byl klub přejmenován podle patronátního závodu na ZSJ Chemik Staré Město a následně na TJ Jiskra Staré Město. Fotbalový oddíl v 50. – 70. letech se svými 250 členy patřil k nejsilnějším oddílům tělovýchovné jednoty. Mužstvo se pohybovalo v nižších soutěžích a jeho maximem byl krajský přebor, ze kterého v roce 1972 sestoupil do I. A třídy.
Hned následující rok ovšem postoupilo mužstvo zpět, v roce 1978 do divize a v roce 1982 dokonce postoupilo až do II. ČNFL – sk. B (jedna ze skupin třetí nejvyšší soutěže).
Velkého úspěchu oddíl dosáhl v sezóně 1987/88, kdy se probojoval až do čtvrtfinále Československého poháru, kde podlehl doma Zbrojovce Brno 0:2. V roce 1992 se oddíl kopané osamostatnil pod názvem SFK Staré Město a nadále působil v MSFL.
Od roku 1994 klub spolupracoval s místní společností SYNOT a v sezoně 1996/97 se mu podařilo postoupit až do druhé ligy. V roce 1999/00 byla založena nová společnost FC SYNOT, do které byli převedeni všichni aktivní hráči.
V roce 2000 se klub FC SYNOT přestěhoval do Uherského Hradiště a následně sloučil s místním klubem FC SYNOT Slovácká Slavia Uherské Hradiště; později změnil název na 1. FC Slovácko. V roce 2003 byl obnoven oddíl kopané v TJ Jiskra Staré Město. Klub začal v nejnižší třídě, od roku 2014 klub působí v I. B třídě Zlínského kraje – sk. C, poté co dvakrát za sebou postoupil.

### Historické názvy
- 1927 – SK Staré Město (Sportovní klub Staré Město)
- 1944 – Staroměstský SK Uherské Hradiště (Staroměstský Sportovní klub Uherské Hradiště)
- 1952 – ZSJ Chemik Staré Město (Závodní sokolská jednota Chemik Staré Město)
- 1953 – DSO Jiskra Staré Město (Dobrovolná sportovní organisace Jiskra Staré Město)
- 1957 – TJ Jiskra Staré Město (Tělovýchovná jednota Jiskra Staré Město)
- 1986 – TJ Jiskra Barvy a laky Staré Město (Tělovýchovná jednota Jiskra Barvy a laky Staré Město)
- 1994 – FC SYNOT Staré Město (Football Club Syn a Otec Staré Město)
- 1999 – převedení hráčů do FC SYNOT
- 2003 – TJ Jiskra Staré Město (Tělovýchovná jednota Jiskra Staré Město)
- 2014 – JISKRA Staré Město, z.s. (Jiskra Staré Město, zapsaný spolek)
- 2023 – Postup do 1. A třídy sk. B Zlínského kraje

## Umístění v jednotlivých sezonách
Legenda: Z – zápasy, V – výhry, R – remízy, P – porážky, VG – vstřelené góly, OG – obdržené góly, +/− – rozdíl skóre, B – body, červené podbarvení – sestup, zelené podbarvení – postup, fialové podbarvení – reorganizace, změna skupiny či soutěže
| Československo (1949 – 1993)                                               |                                         |        |     |     |       |     |     |     |     |     |        |
| Sezóny                                                                     | Liga                                    | Úroveň | Z   | V   | R     | P   | VG  | OG  | +/− | B   | Pozice |
| 1949                                                                       | Mistrovství Gottwaldovského kraje       | 3      | 26  | 12  | 2     | 12  | 47  | 68  | −21 | 26  | 7.     |
| ...                                                                        |                                         |        |     |     |       |     |     |     |     |     |        |
| 1951                                                                       | Krajská soutěž – Gottwaldov             | 3      | 17  | 10  | 2     | 5   | 57  | 31  | +26 | 22  | 2.     |
| 1952                                                                       | Krajský přebor – Gottwaldov             | 3      | 22  | 9   | 4     | 9   | 64  | 64  | 0   | 22  | 5.     |
| 1953                                                                       | Krajská soutěž – Gottwaldov             | 3      | 11  | 5   | 4     | 2   | 34  | 33  | +1  | 14  | 5.     |
| 1954                                                                       | Krajská soutěž – Gottwaldov             | 3      | 22  | 2   | 1     | 19  | 22  | 78  | −56 | 5   | 12.    |
| 1955                                                                       | I. A třída Gottwaldovského kraje        | 4      | 22  | 7   | 4     | 11  | 40  | 55  | −15 | 18  | 8.     |
| 1956                                                                       | I. A třída Gottwaldovského kraje        | 4      | 22  | 9   | 2     | 11  | 46  | 59  | −13 | 20  | 8.     |
| 1957/58                                                                    | I. A třída Gottwaldovského kraje        | 4      | 33  | 13  | 4     | 16  | 64  | 60  | +4  | 30  | 9.     |
| 1958/59                                                                    | I. A třída Gottwaldovského kraje        | 4      | 22  | 7   | 6     | 9   | 39  | 43  | −4  | 20  | 7.     |
| 1959/60                                                                    | I. A třída Gottwaldovského kraje        | 4      | 22  | 8   | 4     | 10  | 40  | 36  | +4  | 20  | 7.     |
| 1960/61                                                                    | I. třída Jihomoravského kraje – sk. D   | 4      | 26  | 15  | 5     | 6   | 58  | 35  | +23 | 35  | 2.     |
| 1961/62                                                                    | I. třída Jihomoravského kraje – sk. D   | 4      | 26  | 14  | 4     | 8   | 57  | 40  | +17 | 30  | 3.     |
| 1962/63                                                                    | I. třída Jihomoravského kraje – sk. D   | 4      | 26  | 9   | 5     | 12  | 51  | 56  | −5  | 23  | 11.    |
| 1963/64                                                                    | I. B třída Jihomoravského kraje – sk. C | 5      | 22  | 9   | 4     | 9   | 45  | 42  | +3  | 22  | 8.     |
| 1964/65                                                                    | I. B třída Jihomoravského kraje – sk. C | 5      | 22  | 10  | 5     | 7   | 42  | 39  | +3  | 25  | 4.     |
| 1965/66                                                                    | I. B třída Jihomoravské oblasti – sk. C | 6      | 22  | 9   | 3     | 10  | 35  | 40  | −5  | 21  | 6.     |
| 1966/67                                                                    | I. B třída Jihomoravské oblasti – sk. C | 6      | 22  | 9   | 5     | 8   | 42  | 39  | +2  | 23  | 5.     |
| 1967/68                                                                    | I. B třída Jihomoravské oblasti – sk. C | 6      | 26  | 15  | 5     | 6   | 53  | 42  | +11 | 35  | 1.     |
| 1968/69                                                                    | I. A třída Jihomoravské oblasti – sk. B | 5      | 26  | 12  | 8     | 6   | 45  | 34  | +11 | 32  | 3.     |
| 1969/70                                                                    | Středomoravský župní přebor             | 5      | 26  | 7   | 9     | 10  | 32  | 46  | −14 | 23  | 11.    |
| 1970/71                                                                    | Středomoravský župní přebor             | 5      | 26  | 14  | 6     | 6   | 66  | 33  | +33 | 34  | 2.     |
| 1971/72                                                                    | Středomoravský župní přebor             | 5      | 26  | 11  | 3     | 12  | 49  | 50  | −1  | 25  | 10.    |
| 1972/73                                                                    | I. A třída Jihomoravského kraje – sk. C | 6      | 26  | 17  | 7     | 2   | 56  | 24  | +32 | 41  | 1.     |
| 1973/74                                                                    | Jihomoravský krajský přebor             | 5      | 30  | 14  | 7     | 9   | 64  | 43  | +21 | 35  | 5.     |
| 1974/75                                                                    | Jihomoravský krajský přebor             | 5      | 30  | 12  | 7     | 11  | 52  | 51  | +1  | 31  | 8.     |
| 1975/76                                                                    | Jihomoravský krajský přebor             | 5      | 30  | 12  | 8     | 10  | 53  | 50  | +3  | 32  | 5.     |
| 1975/76                                                                    | Jihomoravský krajský přebor             | 5      | 30  | 12  | 8     | 10  | 53  | 50  | +3  | 32  | 5.     |
| 1976/77                                                                    | Jihomoravský krajský přebor             | 5      | 30  | 15  | 4     | 11  | 49  | 43  | +6  | 34  | 5.     |
| 1977/78                                                                    | Jihomoravský krajský přebor             | 4      | 30  | 20  | 4     | 6   | 71  | 32  | +39 | 44  | 1.     |
| 1978/79                                                                    | Divize D                                | 3      | 30  | 12  | 10    | 8   | 44  | 39  | +5  | 34  | 5.     |
| 1979/80                                                                    | Divize D                                | 3      | 30  | 12  | 7     | 11  | 36  | 40  | −4  | 31  | 6.     |
| 1980/81                                                                    | Divize D                                | 3      | 30  | 14  | 5     | 11  | 48  | 47  | +1  | 33  | 6.     |
| 1981/82                                                                    | Divize D                                | 4      | 26  | 17  | 4     | 5   | 43  | 25  | +18 | 38  | 1.     |
| 1982/83                                                                    | II. ČNFL – sk. B                        | 3      | 30  | 9   | 8     | 13  | 39  | 43  | −4  | 26  | 14.    |
| 1983/84                                                                    | II. ČNFL – sk. B                        | 3      | 30  | 13  | 7     | 10  | 46  | 39  | +7  | 33  | 6.     |
| 1984/85                                                                    | II. ČNFL – sk. B                        | 3      | 30  | 13  | 7     | 10  | 41  | 28  | +13 | 33  | 6.     |
| 1985/86                                                                    | II. ČNFL – sk. B                        | 3      | 30  | 13  | 9     | 8   | 50  | 36  | +14 | 35  | 7.     |
| 1986/87                                                                    | II. ČNFL – sk. B                        | 3      | 30  | 13  | 5     | 12  | 46  | 48  | −2  | 33  | 7.     |
| 1987/88                                                                    | II. ČNFL – sk. B                        | 3      | 28  | 10  | 9     | 9   | 45  | 42  | +3  | 29  | 7.     |
| 1988/89                                                                    | II. ČNFL – sk. B                        | 3      | 30  | 16  | 6     | 8   | 53  | 39  | +14 | 38  | 2.     |
| 1989/90                                                                    | II. ČNFL – sk. B                        | 3      | 30  | 13  | 7     | 10  | 44  | 37  | +7  | 33  | 7.     |
| 1990/91                                                                    | II. ČNFL – sk. B                        | 3      | 30  | 13  | 5     | 12  | 55  | 37  | +18 | 31  | 8.     |
| 1991/92                                                                    | Moravskoslezská fotbalová liga          | 3      | 30  | 11  | 9     | 10  | 30  | 25  | +5  | 31  | 7.     |
| 1992/93                                                                    | Moravskoslezská fotbalová liga          | 3      | 30  | 11  | 7     | 12  | 43  | 29  | +14 | 29  | 8.     |
| Česko (1993 – )                                                            |                                         |        |     |     |       |     |     |     |     |     |        |
| Sezóna                                                                     | Liga                                    | Úroveň | Z   | V   | R     | P   | VG  | OG  | +/− | B   | Pozice |
| 1993/94                                                                    | Moravskoslezská fotbalová liga          | 3      | 30  | 14  | 5     | 11  | 44  | 38  | +6  | 33  | 6.     |
| 1994/95                                                                    | Moravskoslezská fotbalová liga          | 3      | 30  | 14  | 8     | 8   | 44  | 33  | +11 | 50  | 4.     |
| 1995/96                                                                    | Moravskoslezská fotbalová liga          | 3      | 28  | 13  | 7     | 8   | 52  | 40  | +12 | 46  | 4.     |
| 1996/97                                                                    | Moravskoslezská fotbalová liga          | 3      | 28  | 20  | 6     | 2   | 61  | 22  | +39 | 66  | 1.     |
| 1997/98                                                                    | 2. liga                                 | 2      | 28  | 14  | 4     | 10  | 42  | 34  | +8  | 46  | 4.     |
| 1998/99                                                                    | 2. liga                                 | 2      | 30  | 20  | 7     | 3   | 64  | 26  | +38 | 67  | 3.     |
| Mezi lety 1999 – 2003 nebylo seniorské mužstvo přihlášeno v žádné soutěži. |                                         |        |     |     |       |     |     |     |     |     |        |
| 2003/04                                                                    | Základní třída Uherskohradišťska        | 10     | ... | ... | ...   | ... | ... | ... | ... | ... |        |
| 2004/05                                                                    | Základní třída Uherskohradišťska        | 10     | 20  | 8   | 4     | 8   | 31  | 43  | −12 | 28  | 7.     |
| 2005/06                                                                    | Základní třída Uherskohradišťska        | 10     | 16  | 7   | 4     | 5   | 41  | 26  | +15 | 25  | 3.     |
| 2006/07                                                                    | Základní třída Uherskohradišťska        | 10     | 18  | 16  | 2     | 0   | 77  | 15  | +62 | 50  | 1.     |
| 2007/08                                                                    | Okresní soutěž Uherskohradišťska        | 9      | 26  | 8   | 7     | 11  | 47  | 51  | −4  | 31  | 8.     |
| 2008/09                                                                    | Okresní soutěž Uherskohradišťska        | 9      | 26  | 10  | 3     | 13  | 48  | 60  | −12 | 33  | 10.    |
| 2009/10                                                                    | Okresní soutěž Uherskohradišťska        | 9      | 26  | 14  | 2     | 10  | 56  | 46  | +10 | 44  | 6.     |
| 2010/11                                                                    | Okresní soutěž Uherskohradišťska        | 9      | 26  | 12  | 3     | 11  | 54  | 45  | +9  | 39  | 7.     |
| 2011/12                                                                    | Okresní soutěž Uherskohradišťska        | 9      | 26  | 9   | 4     | 13  | 65  | 61  | +4  | 31  | 11.    |
| 2012/13                                                                    | Okresní soutěž Uherskohradišťska        | 9      | 26  | 21  | 4     | 1   | 98  | 22  | +76 | 67  | 1.     |
| 2013/14                                                                    | Okresní přebor Uherskohradišťska        | 8      | 26  | 19  | 1     | 6   | 95  | 49  | +46 | 58  | 1.     |
| 2014/15                                                                    | I. B třída Zlínského kraje – sk. C      | 7      | 26  | 11  | 2 / 5 | 8   | 67  | 45  | +22 | 42  | 5.     |
| 2015/16                                                                    | I. B třída Zlínského kraje – sk. C      | 7      | 26  | 9   | 3 / 4 | 10  | 67  | 60  | +7  | 37  | 6.     |
| 2016/17                                                                    | I. B třída Zlínského kraje – sk. C      | 7      | 26  | 16  | 2 / 3 | 5   | 81  | 38  | +43 | 55  | 3.     |
| 2017/18                                                                    | I. B třída Zlínského kraje – sk. C      | 7      | 26  | 8   | 3 / 3 | 12  | 41  | 61  | −20 | 33  | 9.     |
| 2018/19                                                                    | I. B třída Zlínského kraje – sk. C      | 7      | 26  | 15  | 1 / 1 | 9   | 80  | 45  | +35 | 48  | 4.     |
| 2019/20                                                                    | I. B třída Zlínského kraje – sk. C      | 7      | 13  | 9   | 2 / 0 | 2   | 45  | 16  | +29 | 31  | 2.     |
| 2020/21                                                                    | I. B třída Zlínského kraje – sk. C      | 7      | 6   | 4   | 0 / 1 | 1   | 22  | 7   | +15 | 13  | 5.     |
| 2021/22                                                                    | I. B třída Zlínského kraje – sk. C      | 7      | 26  | 13  | 8     | 5   | 76  | 45  | +31 | 47  | 3.     |
| 2022/23                                                                    | I. B třída Zlínského kraje – sk. C      | 7      | 26  | 25  | 1     | 0   | 112 | 24  | +88 | 76  | 1.     |
| 2023/24                                                                    | I. A třída Zlínského kraje – sk. B      | 6      | 26  | 12  | 5     | 9   | 71  | 47  | +24 | 41  | 6.     |
| 2024/25                                                                    | I. A třída Zlínského kraje – sk. B      | 6      | 26  | 21  | 4     | 1   | 108 | 19  | +89 | 67  | 2.     |

Poznámky:
- 1951: Chybí výsledek jednoho utkání.
- 1953: Tento ročník byl hrán jednokolově.
- 1968/69: Po sezoně proběhla celková reorganizace soutěží.
- 1976/77: Po sezoně došlo k reorganizaci nižších soutěží.
- 1980/81: Po sezoně došlo k reorganizaci nižších soutěží.
- Od sezony 2014/15 do sezony 2020/21 se hrálo ve Zlínském kraji tímto způsobem: Pokud zápas skončil nerozhodně, kopal se penaltový rozstřel. Jeho vítěz bral 2 body, poražený pak jeden bod. Za výhru po 90 minutách byly 3 body, za prohru po 90 minutách nebyl žádný bod.
- 2019/20 a 2020/21: Tyto sezony byly ukončeny předčasně z důvodu pandemie covidu-19 v Česku.